# Коралова акула мармурова
Коралова акула мармурова (Atelomycterus marmoratus) — акула з роду Коралова акула родини Котячі акули. Інша назва «індійська коралова котяча акула».

## Опис
Загальна довжина досягає 70 см. Голова витягнута. Морда коротка, округла. Очі великі, мигдалеподібні, з кліпальною перетинкою. За ними розташовані невеличкі бризкальця. Ніздрі широкі. Рот помірно великий, вузький, дугоподібний. Зуби дрібні з 1-2 верхівками. У неї 5 пар коротких зябрових щілин. Тулуб стрункий, тонкий. Грудні плавці відносно великі та широкі, з округлими верхівками. Має 2 спинних плавці однакового розміру, розташовані у хвостовій частині. Черевні плавці низькі. Анальний плавець невеличкий. Хвостовий плавець вузький і подовжений, нижня лопать майже не розвинена, верхня лопать витягнута догори.
Забарвлення сіро-коричневе з численними темними й білими плямочками, деякі з яких зливаються у горизонтальні смуги та лінії. Кінчики плавців мають темну облямівку зі світлою, майже білою верхівкою.

## Спосіб життя
Надає перевагу ділянкам ґрунту, вкритого рифовими утвореннями. Вдень ховається у розщілинах та норах. Активна вночі. Полює на здобич біля дна, є бентофагом. Живиться ракоподібними, личинками морських тварин, морськими червами, дрібними головоногими молюсками, а також маленькою рибою.
Статева зрілість у самців настає при розмірах 47-62 см, самиць — 49-57 см. Це яйцекладна акула, відкладає яйця у вигляді капсули з гачками й вусиками, якими чіпляється за ґрунт, водорості або каміння. Завдовжки 6-8 см, завширшки 2 см. Інкубаційний період триває 4-6 місяців. Народжені акуленята мають довжину 10-13 см.
Не є об'єктом промислового вилову, хоча м'ясо їстівне. При потраплянні в сіті використовується як наживка.

## Розповсюдження
Мешкає у північних та північно-східних районах Індійського океану (від Пакистану до Таїланду) й західних районах Тихого океану (від Малайзії до Китаю і Тайваню, також в акваторії Філіппін, біля індонезійської частини узбережжя острова Нова Гвінея).